# Ralph D'Agostino
Ralph Benedict D'Agostino (né le 16 août 1940 à Somerville dans le Massachusetts) est un biostatisticien américain. Professeur à l'université de Boston, il y enseigna notamment  les mathématiques, les statistiques, la biostatistique et l'épidémiologie.
Ralph D'Agostino est notamment connu pour avoir conçu le test de normalité qui porte son nom (cf : Test de D'Agostino)